# Mare de Déu de Bell-lloc (Dorres)
|  | Aquest article tracta sobre l'església de la Cerdanya. Vegeu-ne altres significats a «Santa Maria de Bell-lloc». |

Santa Maria de Bell-lloc és l'església, romànica, d'un antic priorat del terme comunal de Dorres, a la comarca de l'Alta Cerdanya, de la Catalunya del Nord.

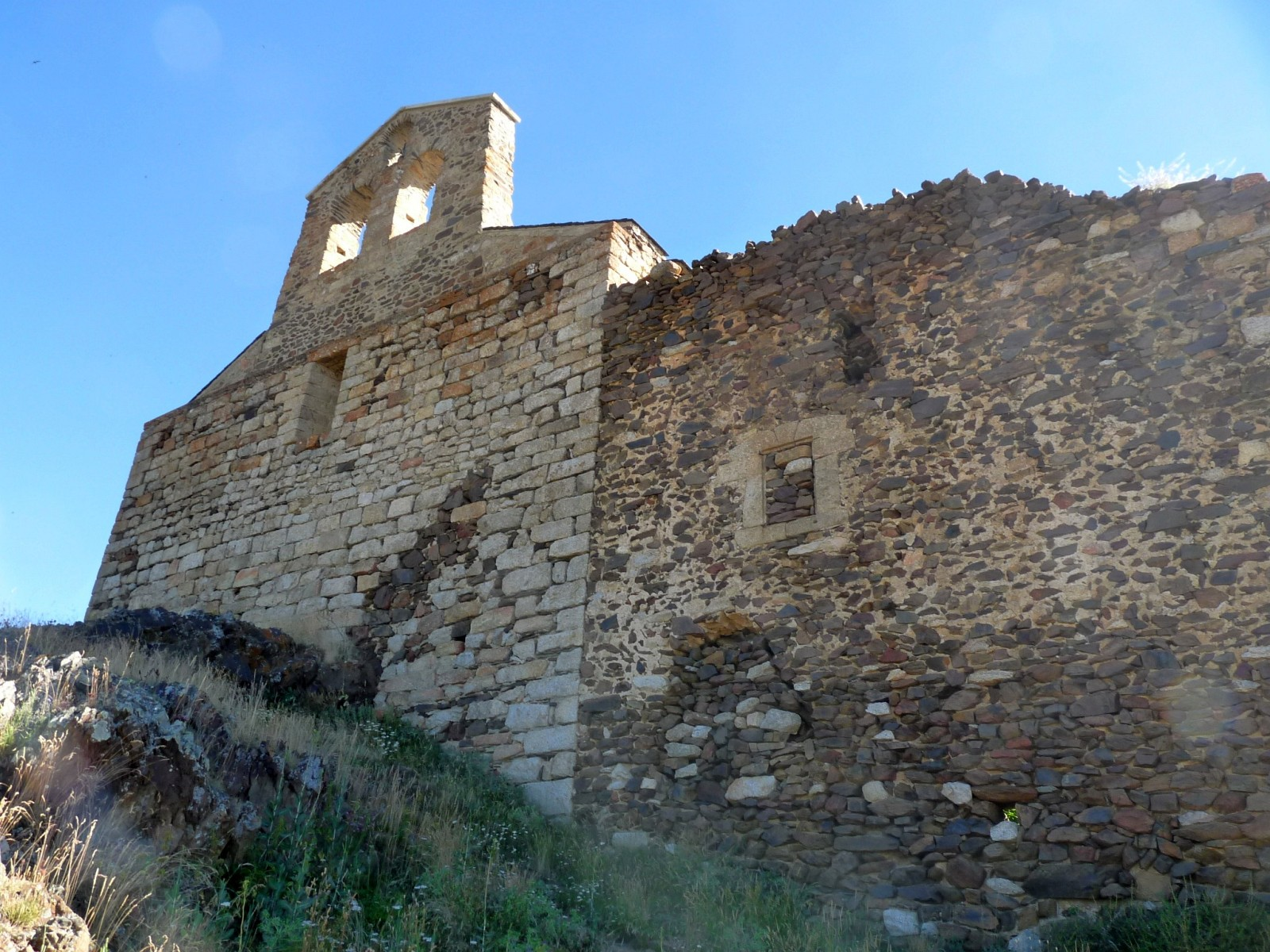
Façana occidental, amb restes del priorat

És a 1.685 m d'altura, en un planell al cim del Turó de Bell-lloc, en un contrafort meridional del Pic de Mollet, que és alhora un contrafort del sud del massís del Carlit.
El Turó de Bell-lloc està inclòs en el llistat dels 100 cims de la FEEC. El turó coronat per aquesta església és objectiu freqüent de l'excursionisme d'aquesta part de la Cerdanya.

## Història

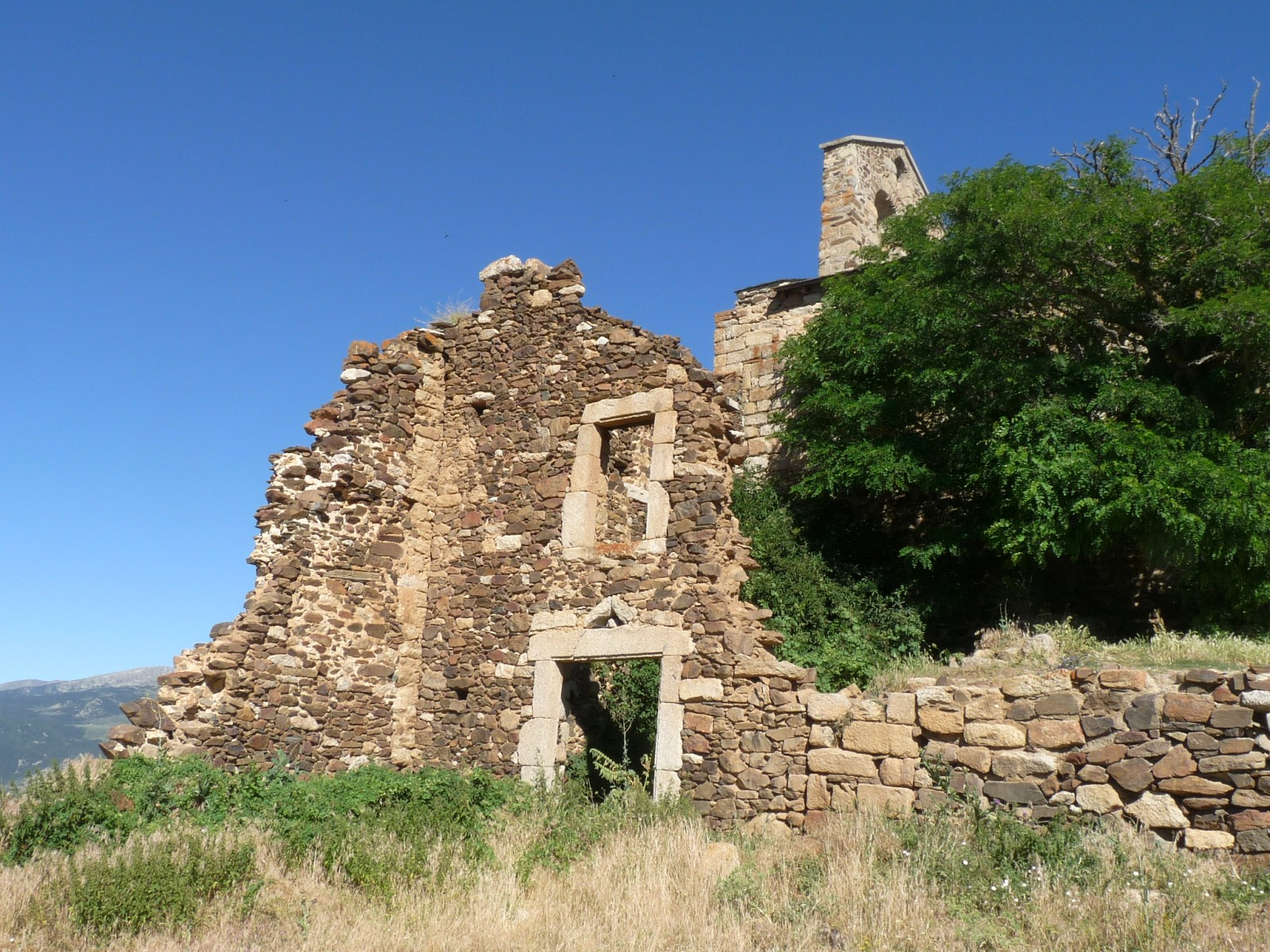
Restes del priorat

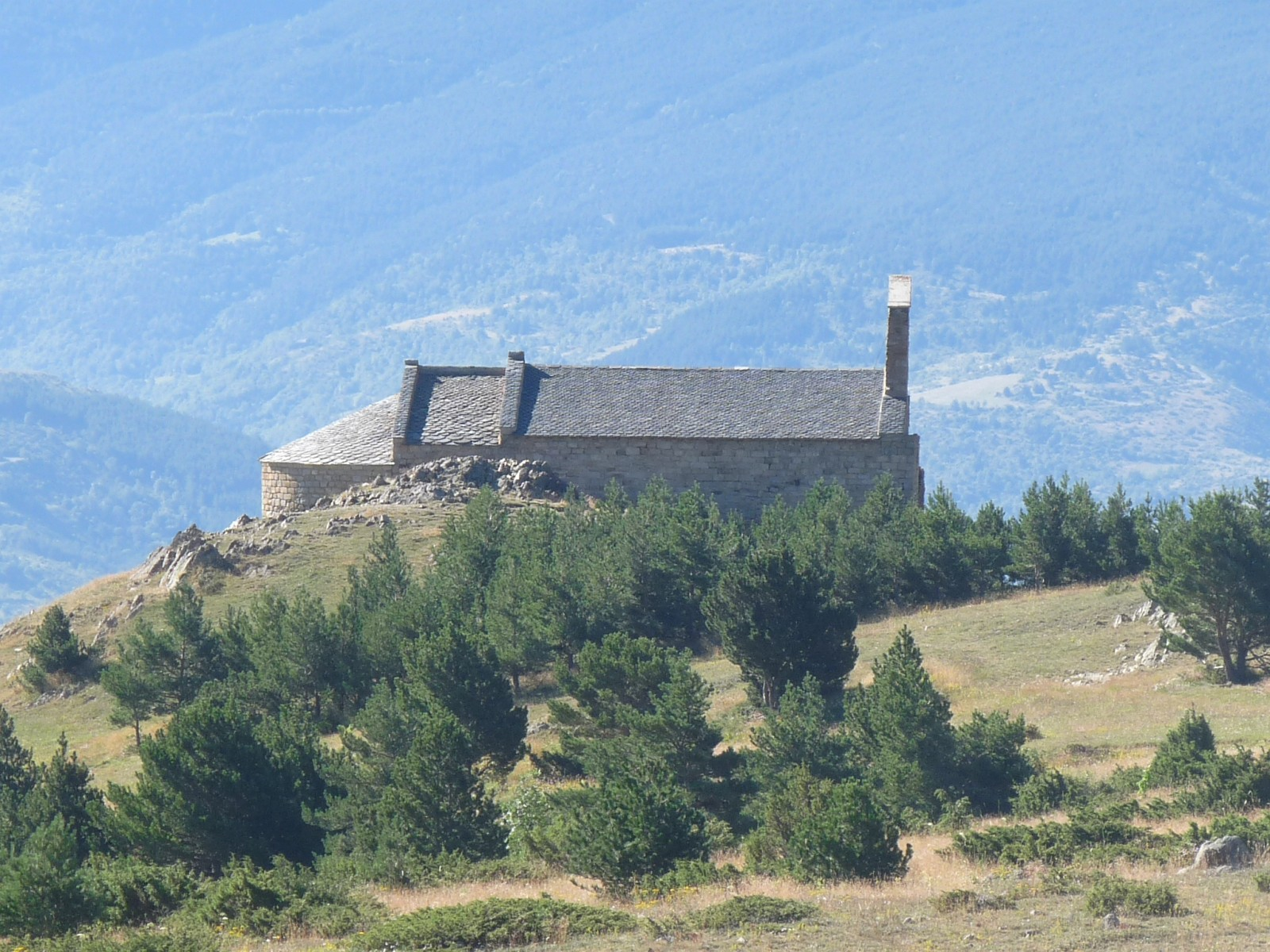
L'església, des del nord

El 1338 Santa Maria apareix citada com a Santa Maria del Pulcro Loco. L'any 1579 els trinitaris construïren un convent proper, que hagueren d'abandonar aviat per manca de recursos. Posteriorment, de la fi del segle xvii al 1793 (data de la Revolució Francesa) hi hagué un convent de servites.

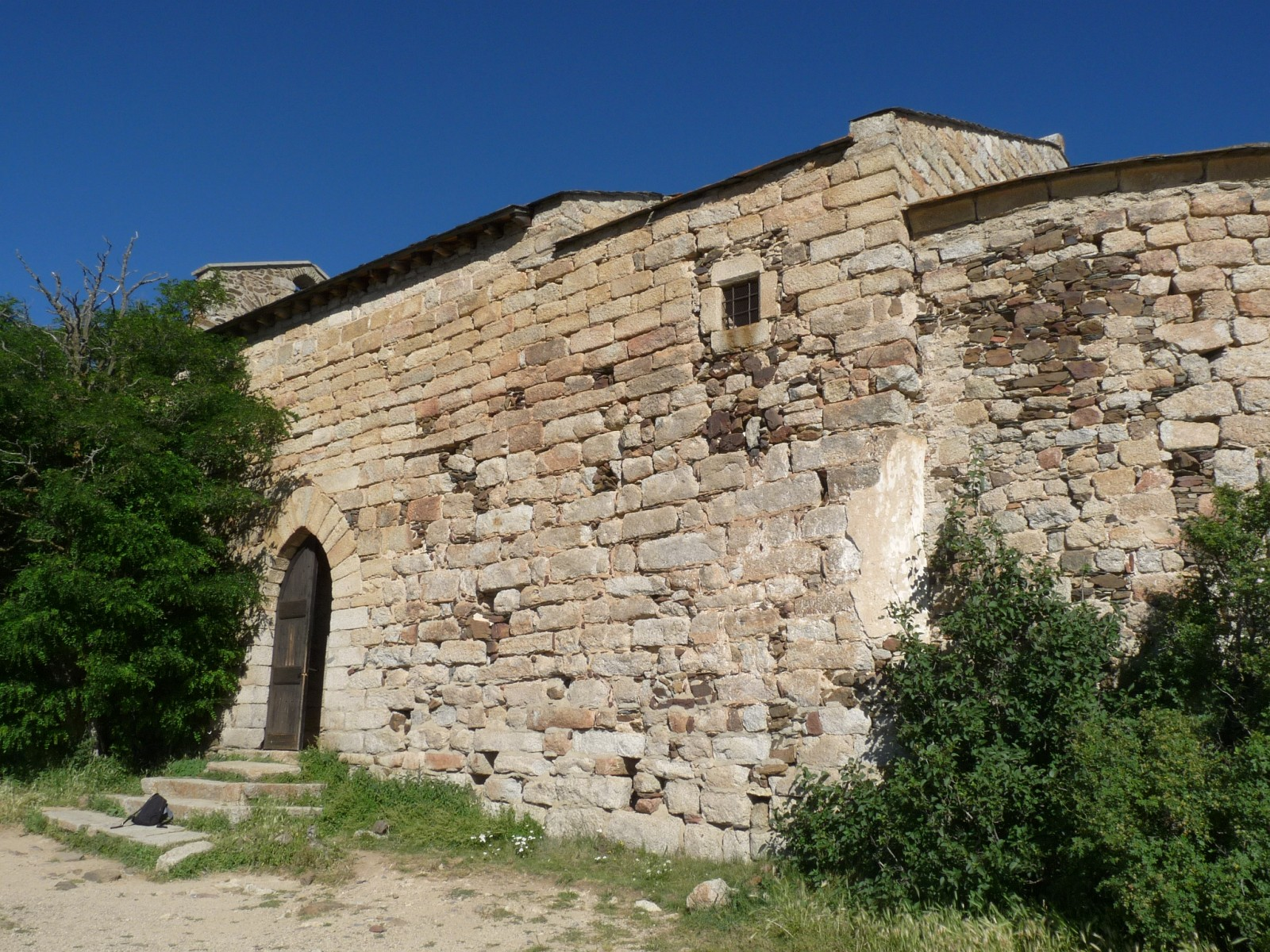
Façana meridional de l'església

El convent i una part de l'església van ser destruïts, i la imatge de la Mare de Déu (una de les més antigues del Pirineu) es conserva a l'església parroquial de Dorres.
Després va passar a mans privades, on els últims propietaris, la familia Messa y Arnau de Barcelona, afincats a Dorres des d'abans del 1780, van utilitzar un gran "tall" per guardar-hi el bestiar, i finalment van donar l'ermita a la parròquia de Dorres.
De fàcil accés des del poble, per bé que per un camí molt rost, té molt bones vistes de la Cerdanya, de les serres del Cadí i de Moixeró, del Canigó, i d'alguns pics d'Andorra.
Va ser declarada Monument històric de França el 31 de desembre del 1980.

## Característiques
Es tracta d'una església d'una sola nau, amb absis únic al costat de llevant. L'aparell constructiu i la forma de l'absis demostren que és un temple del segle xii.